# بول أ. دود
بول أ. دود (بالإنجليزية: Paul A. Dodd) هو اقتصادي أمريكي، ولد في 26 يوليو 1902، وتوفي في 22 أغسطس 1992.